# Auchinleck
Auchinleck (nekad čitano Affleck) škotski je gradić s oko 3.650 stanovnika, smješten jugoistočno od mjesta Mauchline i sjeverozapadno od mjesta Cumnock u Istočnom Ayrshireu. U blizini se nalazi Auchinleck House, mjesto gdje je živio odvjetnik i biograf James Boswell.
Gaelski naziv je Achadh nan Leac, što znači "nadgrobni spomenik".

## Vanjske poveznice
- Službena stranica